# Nettlebed Cave
Nettlebed Cave – jaskinia krasowa na Nowej Zelandii, na Wyspie Południowej.